# シコルスキー S-58
シコルスキー S-58
アメリカ陸軍のS-58
- 用途：対潜哨戒機、輸送機、救難機
- 製造者：シコルスキー・エアクラフト社
- 運用者： アメリカ合衆国（アメリカ軍） 他
- 初飛行：1954年3月8日
- 生産数：2,261機
- 運用開始：1955年
- 運用状況：現役
- 派生型： ウェストランド ウェセックス（英語版）

シコルスキー S-58（Sikorsky S-58）は、アメリカ合衆国の航空機メーカー、シコルスキー・エアクラフト社が開発したヘリコプター。シコルスキー S-55の機体を大型化し、エンジン出力も増大して実用性を高めた機体である。日本をはじめ世界各国へ輸出、イギリスやフランスでも生産が行われることで、全世界で2,261機が製造されるベストセラー機種となった。
S-58は同社の社内呼称であるが、販売にもこの名称を使用していた。

## 概要
S-55の対潜哨戒機型であるHO4Sの航続力や搭載能力の不足を指摘したアメリカ海軍からの開発要求を受けて、1952年から開発が始まった。試作機は1954年に初飛行、海軍によってHSS-1と名づけられ、1955年に配備が開始された。
S-55同様、空冷星型レシプロエンジンを後ろ斜め上向きにして機首に搭載し、出力軸（メインローター駆動軸）が機内を斜めに貫く独特の配置であった。しかし胴体は再設計されてキャビン容積が拡大し、エンジン出力も強化されたことに伴いローターの枚数が増えトランスミッションも一新された。これによって搭載量は大幅に増加し、充分な対潜機器を装備することができ、対潜機器を備えなければ輸送機として多くの人員や荷物を積むことができた。しかしそれでも対潜機器と武装を同時に搭載することはできず、ソナーを装備した探知用の機体と、爆雷や魚雷を装備した攻撃用の機体がペアを組み（ハンター/キラーチーム）、駆逐艦とセットで対潜戦闘を行った。

### アメリカでの運用

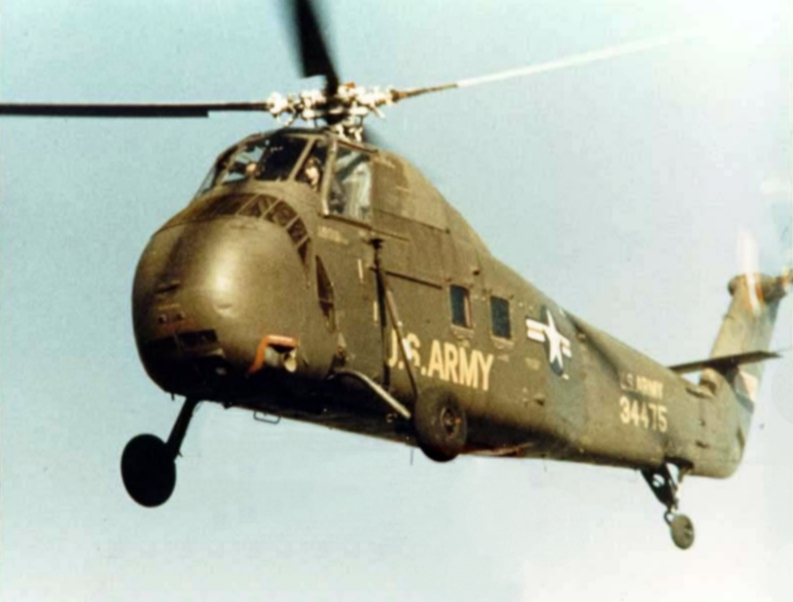
アメリカ陸軍のS-58

海軍での採用に続いてアメリカ海兵隊（HUS-1）やアメリカ空軍（H-34）にも導入された。陸軍、沿岸警備隊でも、高い実用性を評価され、輸送機や救難機として採用された。
陸軍での愛称チョクトー（Choctaw）は北米インディアンの部族名にちなむ。また、HSS-1にシーバット（Seabat）、HUS-1にシーホース（Seahorse）の愛称を用いていた。
1962年に米軍統一命名基準が定められたため、空軍が付与していたH-34が当機の制式名称となり、対潜哨戒機がSH-34、多用途機がUH-34、輸送機がCH-34となった。
ベトナム戦争にも参加し、後継機（海軍ではSH-3（HSS-2）、陸軍ではUH-1など）が配備されると、1980年代はじめに引退した。

### イギリスでの運用

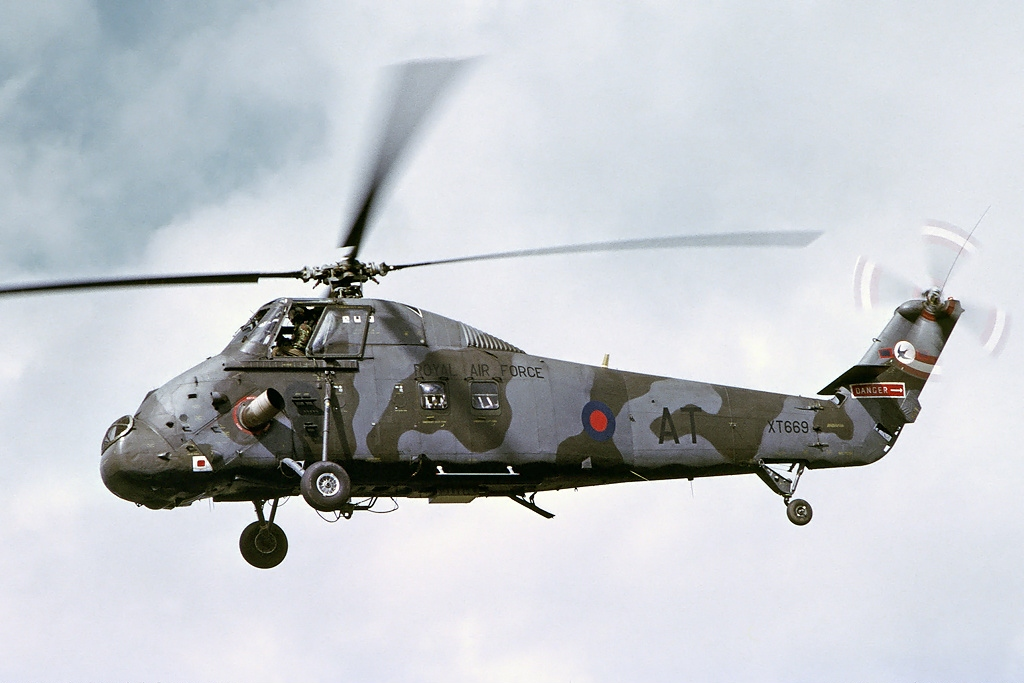
ウェストランド ウェセックス

イギリスのウェストランド社がウェセックス（Wessex）と名づけてライセンス生産していたが、エンジンをターボシャフトエンジンの単発あるいは双発とし、電子装備を英国製に変更するなどの改良を行い、独自に輸出も行っている。
イギリス海軍で対潜ヘリとして採用されただけでなく、海兵隊を支援する輸送ヘリコプターとしても使用された。空軍でも救難ヘリコプターとして採用された。これらはフォークランド紛争にも参加し、2003年まで現役であった。

### 日本での運用

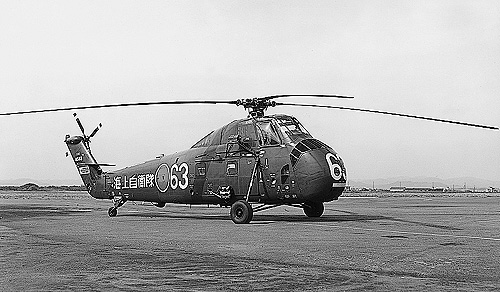
海上自衛隊のHSS-1N

日本では、1957年（昭和32年）に海上自衛隊が対潜哨戒機HSS-1として採用したことから、三菱重工業が1958年（昭和33年）から5年間に20機をノックダウン生産した。
海上自衛隊では昭和33～36年度に8機(8551 - 8558号機)のHSS-1が就役した。海上自衛隊にとって本格的な対潜ヘリコプターで対潜ヘリコプター部隊の礎を築いたといえる。HSS-1Nは、HSS-1にドップラー・レーダー、電波高度計、自動ホバリング装置等を追加した全天候型で昭和36、37年度に合計9機(8561 - 8569号機)が就役した。夜間でもソナー・ディピングが可能な画期的な機体であった。1975年（昭和50年）3月、全機除籍。
このうちの1機は海上保安庁に移管され、南極観測船「宗谷」に搭載されて、昭和基地との間をピストン輸送することで越冬観測を支え、世界に先駆け極地探検でのヘリの実用性を証明した。なお、宗谷は日本で初めてヘリコプターを運用した船でもある。
なお、アメリカが名称変更した後も、日本ではHSS-1の名称を使い続けた。

#### 事故
| 年月日     | 所 属        | 機番号   | 事故内容                                                              |
| ---------- | ------------ | -------- | --------------------------------------------------------------------- |
| 1963.2.11  | 大湊航空隊   | ミ-8558  | 試験飛行中に火を吹き、高度低下して格納庫に衝突炎上。乗員7名殉職。     |
| 1963.6.28  | 第101航空隊  | 101-8552 | 訓練飛行中、降下旋回で海霧に突入し、接水不時着。                      |
| 1968.12.19 | 大村航空隊   | オ-8555  | 訓練飛行中、エンジン不調により海上に不時着、機体は水没。              |
| 1969.4.7   | 小松島航空隊 | コ-8567  | 小松島航空基地滑走路上で機器テストのためホバリング中に墜落。4名負傷。 |

### 各国での運用
フランスの機体はアルジェリア戦争で、イスラエルの機体は第三次中東戦争で実戦投入された。
アメリカ軍の中古機や民間型を導入した中南米や東南アジア諸国では、延命措置を施した上で、21世紀に入っても現役で使用されている。

## 派生型
XHSS-1
アメリカ海軍の要求により開発した原型機。
HSS-1
アメリカ海軍の対潜哨戒機。日本の海上自衛隊も採用。
HSS-1N
アメリカ海軍向け全天候型機。
HUS-1
アメリカ海兵隊向けの機体。
S-58
社内の名称で、民間向けもこの呼称（他国のライセンス生産あり）
S-58T
エンジンをP&WカナダPT6Tに換装した機体。
H-34A
アメリカ陸軍向けの機体。
CH-34A
旧称 H-34A。
UH-34D
旧称 HSU-1。
SH-34G
旧称 HSS-1。
SH-34J
旧称 HSS-1N。
HH-34D
アメリカ空軍予備隊の捜索救難任務用の機体。
ウェストランド製造
ウェセックス
ウェストランド社が輸入したHSS-1原型とウェストランド製原型機。
ウェセックス HAS.Mk1
エンジンをガゼルMk161に転換したイギリス空軍向けの機体。
ウェセックス HC.Mk2
エンジンをグノームMk110/111に転換したイギリス空軍向け機体。
ウェセックス HAS.Mk3
HAS.Mk1のエンジン出力強化とレーダーを搭載した近代化改修型。
ウェセックス HU.Mk5
HC.Mk2を改良したイギリス海軍の強襲・輸送型。
ウェセックス HAS.Mk31
HAS.Mk1のオーストラリア海軍向け。後に改修を受けHAS.Mk31Bと改称された。
ウェセックス シリーズ60
ウェストランドの民間向け機体。

## 性能･主要諸元
HSS-1
- 全長：14.25m
- 全高：4.85m
- 主回転翼直径：17.07m
- 全備重量：5,900kg
- 超過禁止速度：198km/h=M0.16
- 巡航速度：157km/h=M0.13
- 発動機：ライト R-1820-84×1
- 出力：1,525hp

ウェセックスHC.Mk2
- 全長：14.74m
- 全幅：3.66m
- 全高：4.93m
- 主回転翼直径：17.07m
- 空虚自重：3.77t
- 全備重量：6.1t
- 超過禁止速度：212km/h=M0.17
- 巡航速度：195km/h=M0.16
- 上昇率：503m/分（海面上）
- 実用上昇限度：3,050m
- ホバリング限界：1,200m（OGE）
- 航続距離：540km（機内燃料）、770km（増槽使用）
- 発動機：ロールス・ロイス・ブリストル グノームMk110/111ターボシャフト×各1
- 発動機出力：1,550hp（機体内燃料搭載量1,100kg）
- 武装：誘導魚雷×2、SS.11 ミサイル×4、ロケット弾ポッド×2、ガンポッドなど
- 乗員：2+兵員16

## 採用国
- アルゼンチン
- オーストラリア
- ベルギー
- ブラジル
- カンボジア
- カナダ
- チリ
- 中華民国（台湾）
- コスタリカ
- フランス

フランス海軍
- ドイツ

ドイツ空軍、ドイツ陸軍、ドイツ海軍
- ギリシャ
- ハイチ
- インドネシア
- イタリア
- イラン
- イギリス

イギリス空軍、イギリス海軍
- 日本

海上自衛隊
- ラオス
- オランダ

- ニカラグア
- フィリピン
- ペルー
- ベトナム共和国
- スペイン
- トルコ
- タイ
- ウルグアイ
- アメリカ合衆国

空軍、陸軍、海兵隊、海軍、沿岸警備隊

## 登場作品
アメリカ軍で広範に用いられていたため、1960年代の米軍を描いた作品には実機が登場する。

### 映画
『13デイズ』
カリブ海に展開したアメリカ海軍のS-58が登場。
『K-19』
米海軍のS-58が登場。
『南極物語』
海上保安庁の南極観測船「宗谷」の搭載ヘリとして登場（上述の「日本での運用」参照）。
『フルメタル・ジャケット』
ティム・コルセリ演じるドアガンナーが、逃げるベトナム人をM60機関銃で撃ち殺すという有名なシーンで登場。ロケ地のイギリスで使用されていた機体である。

### テレビドラマ
『超音速攻撃ヘリ エアーウルフ』
第1シーズンの3話でドミニクが操縦。

### アニメ・漫画
『HELLSING』
第九次空中機動十字軍がロンドン侵攻の際に使用する。

### ゲーム
『WarThunder』
　　フランスツリーにおいて、H-34を初期ヘリコプターとして使うことができる。

### 書籍
『遙かなる星』
海軍型のHSS-1が登場。キューバ危機で合衆国軍がキューバに侵攻したことで第三次世界大戦が勃発、大戦に敗けたアメリカ合衆国が崩壊した世界にて、第三次世界大戦の終結後に生まれた旧合衆国東部を支配する武装勢力「東軍」が運用している。